# La Pinta
La Pinta fue una de las tres carabelas que usó Cristóbal Colón en su primer viaje al Nuevo Mundo en 1492. Al mando de esta carabela iba por capitán Martín Alonso Pinzón. Las otras naves eran la Niña y la Santa María, que era la nao capitana (el navío que dirigía la expedición al ir en él Colón).

## Origen y características

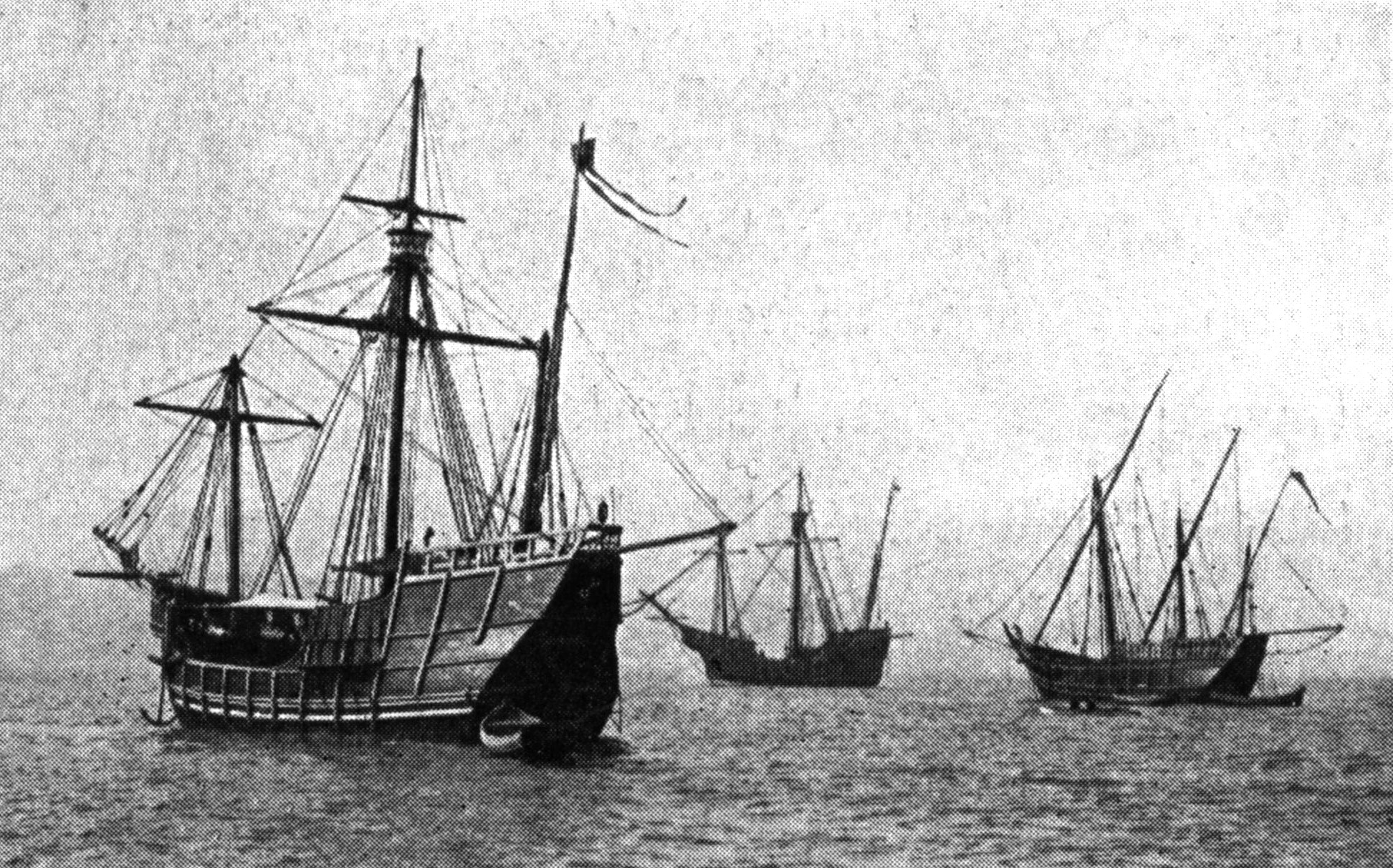
Réplicas de las carabelas construidas en 1892 y enviadas a la Exposición Mundial Colombina de Chicago.

No se sabe dónde ni cuándo se construyó la Pinta, si bien se ha supuesto que pudo ser en Palos de la Frontera, de hecho su copropietario era el palermo Cristóbal Quintero.
Las únicas fuentes de información sobre esta nave son la Historia del Almirante de Hernando Colón y el Diario de la primera navegación compilado por Bartolomé de las Casas a partir de escritos de Cristóbal Colón.
Su nombre hizo pensar a algunos historiadores que pertenecía a la familia Pinto, pero en realidad fue alquilada a sus propietarios, Cristóbal Quintero y Gómez Rascón, que fueron en ella a las Indias como marinos. Era una carabela nórdica de velas cuadradas con un velamen muy sencillo. Los palos de trinquete y mayor iban aparejados con una vela cuadrada de grandes dimensiones, en tanto que el palo de popa, llamado mesana, portaba una vela latina.[cita requerida]
La Pinta era muy velera, según el Diario de Colón, de tal manera que, el 8 de octubre, en competición por llegar los primeros a descubrir las nuevas tierras, alcanzó una velocidad de 15 millas por hora (una milla de la época equivale a 0,8 millas náuticas actuales, por lo que su velocidad sería de unas 12 millas por hora).

## Participación en el descubrimiento de América
Se afirma que fue elegida por Martín Alonso Pinzón por sus cualidades náuticas, ya que él mismo la había alquilado anteriormente. Los gastos de la Pinta y la Niña para el viaje de Colón corrieron por cuenta del concejo de Palos de la Frontera, en pago de una sanción impuesta por la Corona.
La lista de los tripulantes de la Pinta en el primer viaje descubridor de 1492 es tema de debate, ya que se desconoce con exactitud la tripulación completa que participó en el primer viaje descubridor, salvo los nombres más conocidos, entre ellos su capitán, Pinzón codescubridor de América, Francisco Martín Pinzón, que iba como maestre, Cristóbal Quintero, copropietario de la embarcación o Rodrigo de Triana (en realidad Juan Rodríguez Bermejo), quien avistó por primera vez la tierra del Nuevo Mundo, el 12 de octubre. Existen diversas listas propuestas para los tripulantes que participaron en el viaje descubridor, sin embargo es la de la historiadora norteamericana Alice Bache Gould la que, hasta el momento, se tiene como más autorizada por su exhaustivo estudio de las fuentes documentales originales, extraídas de los diversos archivos estatales españoles. La siguiente lista de los posibles tripulantes de esta carabela está elaborada siguiendo los datos de Alice B. Gould, cotejándolos con los de diversos autores.
| Posible tripulación de la “Pinta” |
| --- |
| Oficiales - Martín Alonso Pinzón, capitán. (Palos). - Francisco Martín Pinzón, maestre. (Palos). - Cristóbal García Sarmiento, piloto. (¿Palos?). - Juan Quintero de Algruta, contramaestre. (Palos). - Juan Reynal, ¿alguacil?. (Huelva). Marineros - Álvaro. (¿Huelva?). - Antón Calabrés. Criado de Martín A. Pinzón. (¿Calabria?) (¿Palos?). - Cristóbal Quintero, copropietario. (Palos). - Francisco García Vallejos. (Moguer). - Gil Pérez, (¿Huelva?). - Gómez Rascón, copropietario. (¿Palos?). - Juan Rodríguez Bermejo. (Molinos, Sevilla). (Rodrigo de Triana). (¿Lepe?) - Juan Verde de Triana. (¿Moguer?). - Juan Veçano. (¿Palos?). - Pedro de Arcos. (¿Palos?). - Sancho de Rama. (Palos). Grumetes - Alonso de Palos. (Palos). - Bernal. (¿Palos?). - Diego Bermúdez. (Palos). - Fernando Medel (¿Mendez?). (¿Palos?) (¿Huelva?). - Francisco Medel (¿Mendez?). (Huelva). - Juan Arias. (Tavira). - Juan Quadrado. (¿Palos?). Otros oficios - Maestre Diego, ¿boticario / cirujano?. - García Fernández, despensero. (Huelva). |

### Retorno a Europa
La Pinta, separada de la Niña donde viajaba Colón en el viaje de vuelta, fue la primera de la expedición en llegar a la península ibérica ya que hacia el 28 de febrero de 1493 alcanzó Bayona, en Galicia. Desde allí se encaminó a su puerto de origen, Palos.
Desde que fue declarada fiesta local oficial en 1974, se celebra anualmente la Fiesta de La Arribada en la Real Villa de Bayona, recreando un mercado medieval y teatralizando la llegada de la embarcación con la noticia del Descubrimiento de América.

## Reconstrucciones
Se han realizado varias estimaciones de las dimensiones y la forma de esta carabela. Según Leopoldo Gorostiza, arqueaba 40 toneladas (valor deducido de un pasaje de Hernando Colón) y a partir de ahí se deducen las medidas siguientes: 14,9 m de eslora; 4,6 m de manga; 2,3 m de puntal; 10,3 m de quilla y 1,5 m de plan.
Con motivo del quinto centenario del Descubrimiento de América se construyó en Isla Cristina una réplica de la Pinta que repetiría, junto con las réplicas de la Niña y la Santa María, el itinerario del viaje original, fue botada el 8 de agosto de 1989 en el puerto de Isla Cristina en un acto presidido por la infanta Cristina. Dicha réplica se conserva en el Muelle de las Carabelas, en Palos de la Frontera.
Otra réplica idéntica a esta se puede visitar en el muelle de Bayona, en el Museo de la Carabela Pinta.